# Juan José de la Rosa
Juan José de la Rosa (* 4. Juni 1982) ist ein ehemaliger mexikanischer Bahn- und Straßenradrennfahrer.

## Karriere
De la Rosa gewann 2002 gemeinsam mit Giovanni Lombardi die Sechstagerennen in Aguascalientes und in Mexiko-Stadt. Im nächsten Jahr wurde er bei der mexikanischen Bahnradmeisterschaft Dritter im Madison und Zweiter im Punktefahren. In der Saison 2005 gewann er bei der Tour of the Gila die dritte Etappe. 2006 wurde Juan José de la Rosa mexikanischer Meister im Straßenrennen.

## Erfolge
2002
- Sechstagerennen Aguascalientes (mit Giovanni Lombardi)
- Sechstagerennen Mexiko-Stadt (mit Giovanni Lombardi)

2003
- Mexikanische Meisterschaften – Madison
- Mexikanische Meisterschaften – Punktefahren

2005
- eine Etappe Tour of the Gila

2006
- Mexikanischer Meister – Straßenrennen

## Teams
- 2006 Chivas Cycling Team